# Campeonato Mundial de Ciclismo en Ruta de 1933
Los Campeonatos del mundo de ciclismo en ruta de 1933 se celebró en la localidad francesa de Montlhéry el 14 de agosto de 1933. 

## Resultados
| Evento                     | Oro                      | Oro                          | Plata                 | Plata    | Bronce                          | Bronce   |
| -------------------------- | ------------------------ | ---------------------------- | --------------------- | -------- | ------------------------------- | -------- |
| Pruebas masculinas         |                          |                              |                       |          |                                 |          |
| Hombres - carrera en línea | Georges Speicher Francia | 7h 08' 58" Media 34,967 km/h | Antonin Magne Francia | + 5' 03" | Marijn Valentijn · Países Bajos | + 5' 04" |
| Amateur - carrera en línea | Paul Egli · Suiza        | 3h 21' 48"                   | Kurt Stettler · Suiza | + 51"    | Joseph Lowaige · Bélgica        | + 2' 43" |